# Rete tranviaria di Piacenza
Nata all'inizio del ventesimo secolo quale semplice linea a trazione animale, la rete tranviaria di Piacenza divenne ben presto un esteso impianto di linee a trazione elettrica, gestito a cura dell'impresa locale del settore, che venne a comprendere anche una breve relazione extraurbana per San Rocco al Porto.
A causa della mutata politica dei trasporti che nel secondo dopoguerra privilegiava lo sviluppo dei collegamenti su gomma, la rete fu soppiantata da una serie di autolinee a partire dal 1955.

## Storia
Nell'aprile 1902 i fratelli Adamo e Giacinto Tinelli, due imprenditori e possidenti terrieri della zona presentarono al Municipio di Piacenza un progetto, redatto dall'ingegner Manfredi, per costruire una linea tranviaria da Piazza Cavalli, approvato nel giugno dello stesso anno.

### Il tram a cavalli

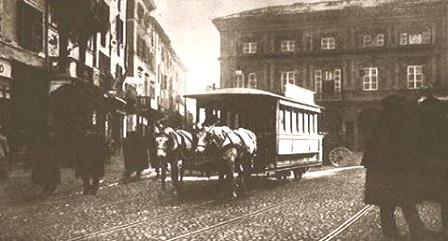
Piacenza, tram a cavalli

Il servizio fu inaugurato ufficialmente il successivo 20 settembre, svolto a cura della ditta fondata allo scopo dai Tinelli che aveva sede in Via Sopramuro, presso la chiesa di San Francesco, ov'era presente un cortile con le stalle dei cavalli che in seguito sarebbe stato trasformato nel piazzale Plebiscito.
Tale impianto era tuttavia destinato a rimanere in esercizio per breve tempo, fino al 1908, in conseguenza dell'iniziativa di un nuovo soggetto industriale. Con istanza del 28 dicembre 1907 la Società Anonima Imprese Elettriche Piacentine (SAIEP), costituita nel 1906, chiese infatti di essere autorizzata alla costruzione e all'esercizio di alcune linee tranviarie a trazione elettrica nella città di Piacenza.

### Lo sviluppo della rete
Tale autorizzazione venne concessa mediante regio decreto CCCXLII del 28 agosto 1909 che prevedeva esplicitamente le seguenti relazioni:
- a) Piazza Cavalli - Via Cavour - Via Cavallotti - Viale Abbadia - Stazione ferroviaria
- b) Piazza Cavalli - Corso Vittorio Emanuele II - Barriera San Raimondo
- c) Piazza Cavalli - Via Cavour - Viale del Risorgimento - Ponte sul Po
- d) Piazza Cavalli - Via Garibaldi - Piazza del Borgo - Via Campagna - Cantone del Cristo - Via Giuseppa Taverna - Barriera Sant'Antonio
- e) Piazza Cavalli - Via Cavour - Via Cavalli - Barriera San Lazzaro

L'inaugurazione della prima linea lunga 1,319 km, che ricalcava il percorso della tranvia dei Tinelli, avvenne il 12 agosto 1908, mentre il 30 agosto fu la volta della linea Piazza Castello-Barriera San Raimondo
Con regio decreto n. CCCLXXXIV del 25 settembre 1910 "Vista la domanda 11 marzo 1909, con la quale la Società imprese elettriche piacentine, esercente le tramvie elettriche di Piacenza", la stessa veniva autorizzata a "costruire ed esercitare a scartamento normale ed a trazione elettrica la linea tramviaria Piazza San Savino-Barriera San Lazzaro-Molino degli Orti, presso l'ex-Forte austriaco, secondo il progetto 11 marzo 1909": il 25 luglio 1909 la linea per Molino degli Orti era stata nel frattempo inaugurata. Il 29 maggio 1910 venne attivata la piazza Cavalli-Barriera Taverna.

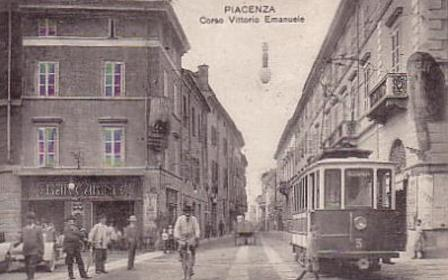
Corso Vittorio Emanuele con tram

Nel 1918 grazie al regio decreto n. 1530 del 12 settembre la SAIEP fu autorizzata ad acquistare energia elettrica da fornitori esterni "anziché produrla direttamente", a testimonianza dell'importanza che aveva assunto la gestione del trasporto pubblico rispetto alle finalità dell'azienda e della politica di alleanze intrapresa.
L'8 luglio 1923 fu inaugurato il prolungamento della linea piazza Cavalli-Molini degli Orti a San Lazzaro Alberoni; il 19 giugno 1924 della linea extraurbana per San Rocco al Porto borgo situato lungo la sponda lombarda del Po, lunga 4,242 km, con capolinea presso il viale del Risorgimento, all'altezza di palazzo Farnese.
Il 15 dicembre 1936, la vettura n. 1 fece la corsa inaugurale della linea che, partendo dalla stazione ferroviaria e attraversata via Genova, conduceva all'allora nuovo quartiere Belvedere. Il tratto Barriera Torino-Sant'Antonio a Trebbia fu inaugurato dieci anni dopo, il 23 dicembre 1943, entrata in servizio il giorno successivo; con questa linea, che si saldava con la n. 2 diretta a San Lazzaro attraverso piazza Cavalli, la rete tranviaria di Piacenza raggiungeva i 16 km.

### Declino e chiusura
Il bombardamento del 1 ottobre 1944 colpì anche la rete tranviaria, subito ripristinata ad eccezione della linea Piacenza-San Rocco al Porto.
Frattanto l'assetto della società di gestione si era evoluto: dopo trent'anni dalla prima concessione alla SAIEP ed era stato siglato un nuovo accordo con il Comune di Piacenza per la ripartizione delle spese di manutenzione nel periodo 1939-1948. Allo scadere dello stesso nel 1947 fu istituita una commissione "incaricata di trattare per la continuazione del servizio negli anni 1948 e 1949" che condusse alla firma di una nuova convenzione. Controparte del Comune era diventata la società Tramvie Urbane Piacentine (TUP), società anonima con sede in Milano.
Si era ormai giunti all'epilogo, considerata la mutata politica dei trasporti che nel dopoguerra non era favorevole allo sviluppo dei trasporti su ferro: nel 1949 decadde la convenzione tra TUP e Comune di Piacenza portando quattro anni dopo alla decisione di trasformare la rete tranviaria in autolinee affidate alla società Autoguidovie.
Il 30 settembre 1954 vennero dunque inaugurate le prime due linee di autobus, in servizio regolare dal 1º ottobre; il servizio tranviario cessò il 23 gennaio 1955: l'ultima corsa partì alle 22 sulla linea piazza Cavalli-Stazione.
Il personale TUP passò in forza alle Autoguidovie, mentre il deposito tranviario di viale Sant'Ambrogio 25 passò alle Messaggerie Emiliane, che lo utilizzarono come magazzino.

## Caratteristiche
L'originaria linea a cavalli, a scartamento ordinario tranviario, misurava complessivamente 1,319 km.
In accordo con il relativo progetto, la rete SAIEP fu costruita anch'essa scartamento normale tranviario di 1.445 mm, con rotaie a gola di tipo Phoenix da 33,5 kg per metro, ad eccezione del raccordo col deposito e dei binari di manovra presso il deposito stesso, armati con rotaie Vignoles da 16 a 21 kg per metro; i raggi di curvatura non scendevano generalmente sotto i 30 metri. Il suddetto raccordo originava dallo scambio all'altezza di via Borghetto e proseguiva lungo viale Risorgimento fino a porta Fodesta, dov'era presente il deposito.
La centrale elettrica sorgeva invece a San Sisto ed alimentava la linea alla tensione continua di 500 V.

### La rete

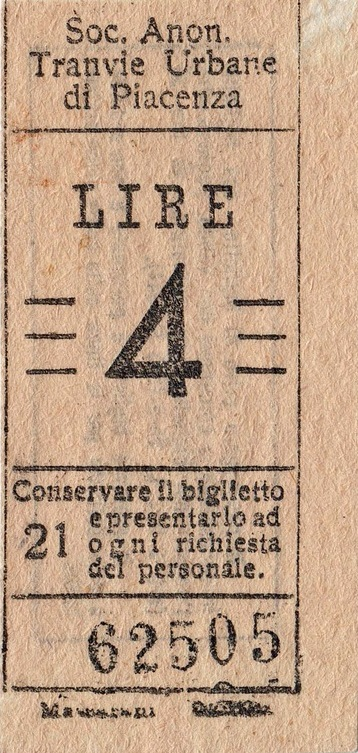
Biglietto TUP

La tranvia a cavalli dei Tinelli, realizzata in pochi mesi, partiva dalla centrale piazza Cavalli, percorreva via delle Saline (poi via Cavour) e via Romagnosi, sbucava in Piazza Duomo e da lì attraverso via delle Tre Ganasce (poi via Legnano), giungeva in via Alberoni, viale delle orfane (poi viale dei Mille), via Roma (allora Strada Maestra di San Lazzaro) passando poi a lato della chiesa di San Savino, con capolinea a Porta Nuova, poi piazzale Marconi, presso il dazio e le stazioni ferroviaria e tranviaria.
La prima linea urbana a trazione elettrica, rimasta in uso fino al 1955, percorreva le medesime vie dei veicoli ippotrainati sul percorso Piazza Cavalli-Porta Nuova, mentre le altre furono realizzate al più su nuovi percorsi; la linea 2, prolungata fino alla località Mulino degli Orti, correva per un tratto parallela al binario della tranvia per Cremona e Lugagnano; nell'area dove sorgeva porta San Lazzaro l'incrocio fra i binari SAIEP e SIFT il tram elettrico prima di impegnare l'incrocio aveva l'obbligo di arrestarsi.
Di seguito l'elenco delle linee di cui la rete arrivò ad essere composta unitamente agli anni di inaugurazione:
- 1908 - Piazza Cavalli-Porta Nuova (linea 1)
- 1908 - Piazza Castello-Barriera San Raimondo, prolungata nel 1923 a San Lazzaro Alberoni (linea 2)
- 1909 - Piazza San Savino-Molino degli Orti
- 1910 - Piazza Cavalli-Barriera Taverna
- 1924 - Viale Risorgimento-San Rocco al Porto
- 1936 - Stazione-Belvedere
- 1943 - Barriera Torino-Sant'Antonio a Trebbia

Il percorso realizzato nel 1943 verso Sant'Antonio a Trebbia ripercorreva la parte iniziale di quello delle ormai cessate tranvie per Nibbiano e Agazzano; a sua volta la linea per il quartiere Belvedere ricalcava la parte iniziale della tranvia Piacenza-Bettola, che era stata sostituita dalla parallela ferrovia.

## Materiale rotabile

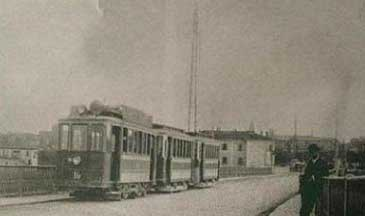
Convoglio per San Rocco al ponte sul Po

Per il servizio della loro tranvia a cavalli i fratelli Tinelli acquistarono due vetture di seconda mano dalla Società Anonima degli Omnibus di Milano, che vennero riverniciate e ammodernate con sedili in velluto rosso e tendine ai finestrini.
Nell'estate del 1903 fu anche fatta circolare una terza vettura del tipo giardiniera, con un piano superiore "a belvedere", che a causa della sua lunghezza si rivelò tuttavia inadatta, a circolare per le tortuose vie cittadine.
Il capitolato che regolava la concessione con la SAIEP esplicitava che la concessionaria si sarebbe dotata, per il servizio a trazione elettrica, di undici elettromotrici con alimentazione a corrente continua dotate "di presa di correnute mediante archetto Siemens"; tali vetture erano del tipo "Edison", fornite dalla Alioth di Basilea. Alla cessazione del servizio tranviario le stesse vennero accantonate nel deposito di via Sant'Ambrogio e quindi demolite.

## Galleria d'immagini

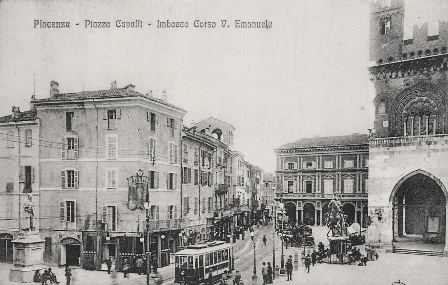
Corso Vittorio Emanuele
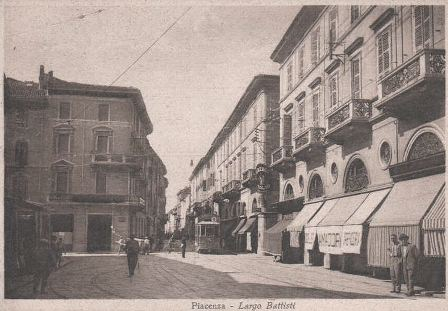
Largo Battisti
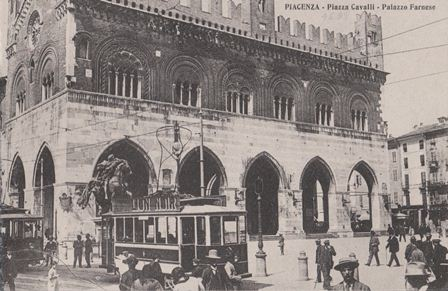
Piazza Cavalli
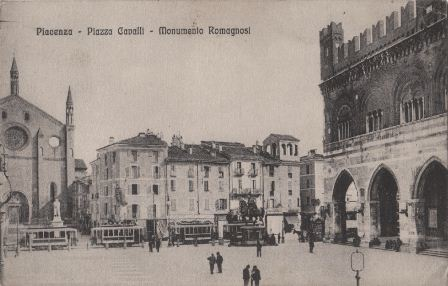
Tram in Piazza Cavalli